# Paludi di Lubiana
Le paludi di Lubiana (in sloveno Ljubljansko barje) sono situate a sud della capitale Lubiana, hanno una dimensione di 163 km² e coprono lo 0,8% della superficie dello stato sloveno. Occupano parte dei comuni di Lubiana, Borovnica, Log-Dragomer, Škofljica e Nauporto. Le paludi sono un luogo dove è possibile trovare una grande biodiversità. Dal 2008 gran parte dell'area (circa 135 km²) è stata protetta ed è diventata un'area protetta.

## Storia
Le paludi di Lubiana erano abitate in epoca preistorica, infatti sono stati rinvenuti resti di palafitte ed anche resti della ruota più antica del mondo. Dal 2011 l'area delle palafitte vicino a Log-Dragomer è stata protetta come patrimonio dell'umanità.